# 学園木花台西
学園木花台西（がくえんきばなだいにし）とは、宮崎県宮崎市内の地名。木花地域自治区に属している。学園木花台西1丁目～2丁目が置かれている。住居表示未実施。郵便番号は889-2155

## 地理
宮崎市の中南部に位置し、宮崎学園都市の一部を形成する。学園木花台西には宮崎大学木花キャンパスが置かれており、宮崎学園都市の中心部にあたる。学園木花台北、学園木花台桜、鏡洲、加江田、熊野、清武町木原と接する。

## 世帯数と人口
2023年（令和5年）6月1日現在の世帯数と人口は以下の通りである。なお2丁目は極端に人口が少ないため、プライバシー保護の観点から1丁目に合算されている。
| 町丁         | 世帯数  | 人口  |
| ------------ | ------- | ----- |
| 学園木花台西 | 265世帯 | 285人 |

## 小・中学校の学区
市立小・中学校に通う場合、学区は以下の通りとなる。
| 町名         | 小学校                   | 中学校             |
| ------------ | ------------------------ | ------------------ |
| 学園木花台西 | 宮崎市立学園木花台小学校 | 宮崎市立木花中学校 |

## 交通

### バス
宮交グループの運営するバスが営業している。

### 道路
- 宮崎県道368号勢田木崎線

## 施設
- 宮崎大学
- 宮崎県衛生環境研究所
- 計量検定所